# Metre (música)
El metre és l'estructura subjacent en la música que es basa en l'aparició periòdica, normalment a intervals regulars, de sons o altres elements accentuats. La mètrica és la part de la teoria musical que estudia el metre. Sovint els dos termes es fan servir com a sinònims.

El metre del compàs s'escriu al començament d'una partitura o en qualsevol lloc quan hi ha un canvi de metre. La síncope i el contratemps constitueixen les transgressions més habituals a aquesta regularitat d'accentuació a la música occidental.
Tot i que hi ha una relació estreta entre metre i ritme, i que sovint es confonen, en essència són diferents: en tant que el ritme fa referència a les durades dels sons, la mètrica té la seva raó de ser en els accents. També té relació amb el tempo i amb els diversos paràmetres de l'expressió.
Hi ha dos sistemes mètrics bàsics: el binari i el ternari. El metre binari es basa en una alternança de pulsacions fortes i febles, o accentuades i àtones; una de cada dues pulsacions és accentuada. El metre ternari es basa en una successió regular d'una pulsació forta o accentuada i dues de febles o àtones; en alguns casos i, en certs estils musicals, hom considera que la segona de les dues pulsacions àtones és una mica més forta que la primera, sense arribar, però, a l'accentuació de la primera de cada tres. Un altre metre bàsic és la quaternari: una de cada quatre pulsacions —a intervals regulars— és forta. La tercera pulsació també té una lleu accentuació, de manera que esdevé una successió forta–dèbil–mig-forta–dèbil. Hom pot considerar la mètrica quaternària com a derivada de la binària.
Les pulsacions constitueixen grups binaris o ternaris. Però, cada pulsació, al seu torn, pot tenir subdivisions binàries o ternàries. Si, en efecte, la divisió de la pulsació és un fet rítmic, en essència, també té implicacions mètriques.
|                            | Pulsació dividida per meitats | Pulsació dividida per terços |
| -------------------------- | ----------------------------- | ---------------------------- |
| Dues pulsacions per compàs | simple binari 2⁄4             | compost binari 6⁄8           |
| Tres pulsacions per compàs | simple ternari 3⁄4            | compost ternari 9⁄8          |

## El metre segons els estils musicals
Al llarg de la història, la música culta europea ha preferit diversos tipus de metre, segons la funció i l'ús de la música, a voltes en relació amb sistemes simbòlics, com quan al segle xiii es veia un metre ternari com un símbol de la Santíssima Trinitat. En canvi, la música popular moderna mostra una predilecció absoluta per el metre binari, fins al punt que el ternari esdevé l'excepció.
El vals, el minuet o el bolero tenen un metre ternari, mentre que la marxa, o la immensa majoria de ritmes ballables actuals són binaris.
La música tradicional dels països balcans, Turquia i de l'Orient Mitjà, fa servir sovint estructures mètriques en les quals s'altern un metre binari i un ternari, un ritme dit aksak (turc per a coix) : 3+2+2; 3+2+2+3+2.